# لینکلن ام‌کی‌اس

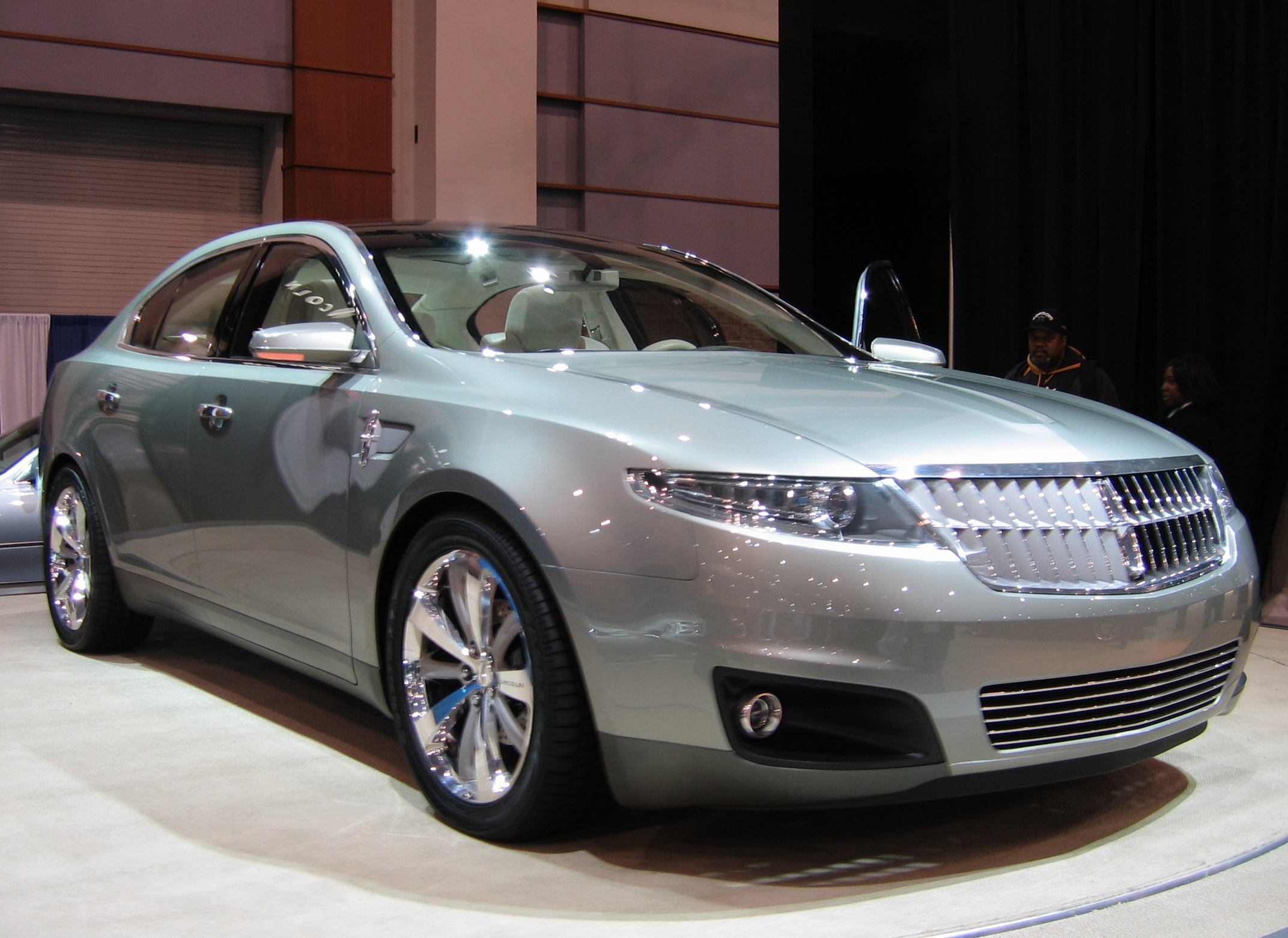

لینکلن ام‌کی‌اس (به انگلیسی: Lincoln MKS) یکی از مدل‌های کمپانی سواری لوکس لینکلن است.